# Bob Houwen
Reinder Paul (Bob) Houwen (Groningen, 20 mei 1913 - aldaar, 28 november 1982) was tijdens de Tweede Wereldoorlog een verzetsman.
Voor de oorlog was hij werkzaam als vertegenwoordiger bij Bruynzeel in Zaandam. Tot de capitulatie in mei 1940 was hij onderofficier in het Nederlandse leger.
Als verzetsman werd hij vooral na april 1943 actief, toen hij als voormalig militair werd opgeroepen zich te melden bij de bezetter. Hij riep voormalig militairen op zich aan deze gevangenschap te onttrekken, regelde onderduikadressen en organiseerde de zorg voor deze mensen en hun gezinnen.
De activiteiten in het kader van deze 'anti-meldingscampagne' breidden zich steeds verder uit, ook al omdat voor al die onderduikers onder andere persoonsbewijzen, stempels en bonkaarten nodig waren. Houwen vond het belangrijk dat hij en zijn mensen ook voor de gevolgen van de anti-meldingscampagne voor de onderduikers garant konden staan. Ook Joodse onderduikers werden door Houwen niet vergeten.
Hij kreeg contact met andere verzetsgroepen. Zo speelde hij als medewerker van Bureau Inlichtingen, een van de rechtsvoorgangers van de huidige Algemene Inlichtingen- en Veiligheidsdienst (AIVD), een belangrijke rol in de contacten tussen de Nederlandse regering in ballingschap in Engeland en het noordelijk verzet.
Op 25 september 1944 werd hij door de SD gearresteerd in de Pelsterstraat na een schietpartij waarbij hij gewond raakte. Houwen wilde op bezoek bij zijn vriend mr. J.F.S. Domela Nieuwenhuis Nyegaard, maar toen hij aanbelde beschoot Oomke Bouman hem en raakte hem in de zij, rug en het been. Domela Nieuwenhuis was enkele uren daarvoor om het leven gebracht. Houwen werd gevangengezet. Dankzij een list, waarbij Houwen door vrienden in politie-uniform zogenaamd moest worden meegenomen naar het Scholtenhuis voor verhoor, kon hij twee weken later worden bevrijd uit het Huis van Bewaring te Groningen. De opdracht voor dit verhoor zou van de SD op het Scholtenhuis zijn gekomen, maar in werkelijkheid betrof het een door bevriende PTT-mensen opgezette telefoonlijn en -gesprek. Deze list slaagde, maar er waren nog twee eerdere bevrijdingspogingen aan voorafgegaan.
Houwen bleef de rest van de oorlog ondergedoken. Het duurde enige tijd voor hij van zijn schotwonden was opgeknapt. Kort voor de bevrijding werd Houwen tijdens een razzia opnieuw opgepakt, maar ook deze keer slaagde hij erin - nu op eigen houtje - te ontsnappen. Op 8 april werd hij op een onderduikadres weer verenigd met zijn vrouw en kinderen. Op 16 april was Groningen bevrijd.
Na de oorlog stichtte Houwen het OVGC: het Oorlogs- en Verzetscentrum Groningen. Houwen verzamelde voor het OVGC informatie over het verzet in de stad Groningen en in de provincie. Houwen schreef zijn kennis op 2183 systeemkaarten van verzetsbetrokkenen: een essentiële bron over het Groningse verzet in de Tweede Wereldoorlog.
Sinds 2017 wordt een jaarlijkse Bob Houwenlezing gehouden.